# Wang Hongli
Wang Hongli (chiń. 王宏利; pinyin Wáng Hónglì; ur. 29 sierpnia 1968) – chińska brydżystka z tytułem World Grand Master w kategorii Kobiet (WBF).
Wang Hongli jest profesjonalną brydżystką.

## Wyniki brydżowe

### Olimpiady
Na olimpiadach uzyskała następujące rezultaty:
| Olimpiady brydżowe. Zawody teamów | Olimpiady brydżowe. Zawody teamów | Olimpiady brydżowe. Zawody teamów | Olimpiady brydżowe. Zawody teamów | Olimpiady brydżowe. Zawody teamów | Olimpiady brydżowe. Zawody teamów |
| Rok                               | Miejsce                           | Zawody                            | Kategoria                         | Drużyna                           | Pozycja                           |
| --------------------------------- | --------------------------------- | --------------------------------- | --------------------------------- | --------------------------------- | --------------------------------- |
| 2012                              | Lille                             | 2. Olimpiada Sportów Umysłowych   | Kobiety                           | China                             | 9                                 |
| 2008                              | Pekin                             | 1. Olimpiada Sportów Umysłowych   | Kobiety                           | China                             | 2                                 |
| 2004                              | Stambuł                           | 12. Olimpiada Teamów              | Kobiety                           | China                             | 4                                 |
| 2000                              | Maastricht                        | 11. Olimpiada Brydżowa            | Kobiety                           | China                             | 5                                 |
| 1996                              | Rodos                             | 10. Olimpiada Teamów              | Kobiety                           | China                             | 2                                 |

| Olimpiady brydżowe. Zawody Indywidualne | Olimpiady brydżowe. Zawody Indywidualne | Olimpiady brydżowe. Zawody Indywidualne | Olimpiady brydżowe. Zawody Indywidualne | Olimpiady brydżowe. Zawody Indywidualne |
| Rok                                     | Miejsce                                 | Zawody                                  | Kategoria                               | Pozycja                                 |
| --------------------------------------- | --------------------------------------- | --------------------------------------- | --------------------------------------- | --------------------------------------- |
| 2008                                    | Pekin                                   | 1. Olimpiada Sportów Umysłowych         | Kobiety                                 | 7                                       |

### Zawody światowe
W światowych zawodach zdobyła następujące lokaty:
| Mistrzostwa Świata. Konkurencja teamów | Mistrzostwa Świata. Konkurencja teamów | Mistrzostwa Świata. Konkurencja teamów | Mistrzostwa Świata. Konkurencja teamów | Mistrzostwa Świata. Konkurencja teamów | Mistrzostwa Świata. Konkurencja teamów |
| Rok                                    | Miejsce                                | Zawody                                 | Kategoria                              | Drużyna                                | Pozycja                                |
| -------------------------------------- | -------------------------------------- | -------------------------------------- | -------------------------------------- | -------------------------------------- | -------------------------------------- |
| 2014                                   | Sanya                                  | 14. Seria Mistrzostw Świata            | Kobiety                                | China Red                              | 2                                      |
| 2014                                   | Sanya                                  | 14. Seria Mistrzostw Świata            | Miksty                                 | Geely Automobile                       | 2                                      |
| 2011                                   | Pekin                                  | SportAccord World Mind Games           | Kobiety                                | China                                  | 3                                      |
| 2011                                   | Veldhoven                              | 40. Mistrzostwa Świata Teamów          | Trans                                  | China Ladies                           | 68                                     |
| 2011                                   | Veldhoven                              | 40. Mistrzostwa Świata Teamów          | Kobiety                                | China                                  | 5                                      |
| 2010                                   | Filadelfia                             | 13. Seria Mistrzostw Świata            | Kobiety                                | China Ladies Team                      | 1                                      |
| 2009                                   | São Paulo                              | 39. Mistrzostwa Świata Teamów          | Kobiety                                | China                                  | 1                                      |
| 2007                                   | Szanghaj                               | 38. Mistrzostwa Świata Teamów          | Kobiety                                | China Global Times                     | 3                                      |
| 2006                                   | Werona                                 | 12. Mistrzostwa Świata                 | Kobiety                                | China Global Times                     | 4                                      |
| 2003                                   | Monte Carlo                            | 36. Mistrzostwa Świata Teamów          | Kobiety                                | China                                  | 2                                      |
| 2000                                   | Maastricht                             | 11. Olimpiada Brydżowa                 | Miksty                                 | Ji Hong Hu                             | 14                                     |
| 2000                                   | Southampton                            | 34. Mistrzostwa Świata Teamów          | Kobiety                                | China                                  | 5                                      |
| 1998                                   | Lille                                  | 10. Mistrzostwa Świata                 | Open                                   | Wu                                     | 33                                     |
| 1998                                   | Lille                                  | 10. Mistrzostwa Świata                 | Kobiety                                | Liu                                    | 5                                      |
| 1995                                   | Pekin                                  | 32. Mistrzostwa Świata Teamów          | Kobiety                                | China                                  | 4                                      |
| 1994                                   | Albuquerque                            | 9. Mistrzostwa Świata                  | Kobiety                                | Tang                                   | 9                                      |
| 1993                                   | Santiago                               | 31. Mistrzostwa Świata Teamów          | Kobiety                                | China                                  | 11                                     |

| Mistrzostwa Świata. Konkurencja par | Mistrzostwa Świata. Konkurencja par | Mistrzostwa Świata. Konkurencja par | Mistrzostwa Świata. Konkurencja par | Mistrzostwa Świata. Konkurencja par | Mistrzostwa Świata. Konkurencja par |
| Rok                                 | Miejsce                             | Zawody                              | Kategoria                           | Partner                             | Pozycja                             |
| ----------------------------------- | ----------------------------------- | ----------------------------------- | ----------------------------------- | ----------------------------------- | ----------------------------------- |
| 2014                                | Sanya                               | 14. Seria Mistrzostw Świata         | Kobiety                             | Lu Yan                              | 7                                   |
| 2014                                | Sanya                               | 14. Seria Mistrzostw Świata         | Miksty                              | Zhao Jian                           | 26                                  |
| 2011                                | Pekin                               | SportAccord World Mind Games        | Kobiety                             | Sun Ming                            | 10                                  |
| 2010                                | Filadelfia                          | 13. Mistrzostwa Świata              | Kobiety                             | Sun Ming                            | 21                                  |
| 2006                                | Werona                              | 12. Mistrzostwa Świata              | Kobiety                             | Wang Wenfei                         | 2                                   |
| 2002                                | Montreal                            | 11. Mistrzostwa Świata              | Miksty                              | Zhang Desheng                       | 85                                  |
| 1998                                | Lille                               | 10. Mistrzostwa Świata              | Kobiety                             | Sun Ming                            | 17                                  |
| 1998                                | Lille                               | 10. Mistrzostwa Świata              | Miksty                              | Xu Haomin                           | 34                                  |
| 1994                                | Albuquerque                         | 9. Mistrzostwa Świata               | Kobiety                             | Sun Ming                            | 27                                  |
| 1994                                | Albuquerque                         | 9. Mistrzostwa Świata               | Miksty                              | Wang Xiaojing                       | 5                                   |

| Mistrzostwa Świata. Konkurencja indywidualna | Mistrzostwa Świata. Konkurencja indywidualna | Mistrzostwa Świata. Konkurencja indywidualna | Mistrzostwa Świata. Konkurencja indywidualna | Mistrzostwa Świata. Konkurencja indywidualna | Mistrzostwa Świata. Konkurencja indywidualna |
| Rok                                          | Miejsce                                      | Zawody                                       | Kategoria                                    | Pozycja                                      |                                              |
| -------------------------------------------- | -------------------------------------------- | -------------------------------------------- | -------------------------------------------- | -------------------------------------------- | -------------------------------------------- |
| 2011                                         | Pekin                                        | SportAccord World Mind Games                 | Kobiety                                      | 4                                            |                                              |
| 1998                                         | Ajaccio                                      | 4. Indywidualne Mistrzostwa Świata           | Kobiety                                      | 20                                           |                                              |

## Klasyfikacja
- Wang Hongli – klasyfikacja WBF (ang.)